# Jenny Rolland
Pour les articles homonymes, voir Rolland.
Jenny Marie Rolland (née le 7 janvier 1975 à Marseille) est une gymnaste artistique française.

## Biographie
Après avoir été sacrée championne de France junior en 1989, Jenny Rolland participe aux Championnats de France 1990 où elle remporte le titre aux barres et la deuxième place au concours général individuel. En 1991, elle est à nouveau vice-championne de France au concours général individuel et est sacrée championne de France au saut et à la poutre.
Elle dispute les Jeux olympiques d'été de 1992 à Barcelone et termine huitième du concours général par équipe. Elle est aussi cette année-là troisième aux barres aux Championnats de France.